# Tekniska fysikers förening
Tekniska fysikers förening (TFF) var en svensk ideell förening som bildades 1940 och som 1942 uppgick i Svenska Teknologföreningen. Från slutet av 1950-talet fram till och med 1974 var den i praktiken en fackförening för civilingenjörer med teknisk fysik som huvudsaklig sysselsättning. År 1974 blev TFF på nytt en fristående ideell förening.
Föreningen avvecklades 2014.[källa behövs]

## Ändamål
Föreningens ändamål var att främja den högre tekniska utbildningen, vidga och fördjupa det tekniska och vetenskapliga kunnandet, samt sprida kännedom om betydelsefulla tekniska insatser och upptäckter inom den tekniska fysikens område, att stärka de tekniska fysikernas ställning i samhället och att vara en kamratförening för medlemmarna.

## Bakgrund
1932 inrättades sektionen för teknisk fysik vid Kungliga Tekniska Högskolan (KTH) på initiativ av professor Gudmund Borelius (1889–1985). TFF började som informella sammankomster 1935–1936 för utexaminerade tekniska fysiker och teknologer. År 1936 anordnades för första gången en sammankomst där de nyintagna fick ta del av de äldres erfarenheter, både av studier och av arbetet efter examen. Antalet tekniska fysiker växer med åren.

## Historik
Tekniska fysikers förening bildades 1940, på initiativ av Owe Berg på restaurangen Rosengrens Källare av 25 examinerade fysiker och teknologer. Föreningen blev 1942 en avdelning i Svenska Teknologföreningen.
TFF arrangerade 1946, 1947, 1949, 1952, 1958 och 1960 mätinstrumentutställningar. Den första av dessa anordnades 27 mars till 7 april 1946 av Owe Berg med några veckors varsel efter att han varit i England sommaren 1945 tillsammans med Sven Malmström. Den svenska instrumentindustrin presenterade sig på denna. En liknande utställning arrangerades 24 maj till 4 juni 1946, då med titeln: British Instruments. I fortsättningen kom utställningar om instrument och mätteknik att hållas under titeln: Instruments & Measurements Conference & Exhibition, med TFF som initiativtagare och arrangör. Därefter övertogs de av Sveriges Instrumentimportörers förening.
Föreningen gav 1949 en festskrift med anledning av att Gudmund Borelius fyllde 60 år. David Tägtström gjorde på föreningens uppdrag även ett porträtt av Borelius.
1963 började Carl-Erik Wikdahl organisera fackföreningsverksamhet inom TFF, i syfte att göra föreningen till primärorganisation i Sveriges Civilingenjörsförbund (CF), vars medlemmar oftast är primärorganisationer i Svenska Teknologföreningen. Tekniska fysiker, som före 1964 önskade CF-anslutning, fick lov att vara medlemmar i Svenska Mekanisters Riksförening (SMR). En fullmäktigeförsamling om 8 personer inrättades, som valdes genom poströstning (på vilka varje ostruket namn på listan fick en röst). Som första fullmäktigeordförande valdes Carl-Erik Wikdahl. Under perioden 1963–1973 hade TFF två funktioner, dels som en ideell förening, ansluten till STF, och dels som en fackförening, ansluten till CF. Den ideella grenen hade en föreningsordförande och den fackliga en fullmäktigeordförande. Detta påverkade bland annat reglerna för val och antalet fullmäktigeledamöter.
Föreningens medlemsblad TFF-info började ges ut 1967.
Carl-Erik Wikdahl efterträddes i november 1967 av Gunnar Blomqvist som ordförande i fullmäktige. Fackföreningsverksamheten krävde ett kansli och föreningen anställde därför 1/4 ombudsman, som i övrigt arbetade först för STF, sedan för SMR.
1968 utlyste föreningen, utgående från ett av föreningens ändamål "att vidga och fördjupa det tekniska kunnandet, samt att sprida kännedom om betydelsefulla tekniska insatser och upptäckter inom den tekniska fysikens område", ett pris på 1 000 kronor, för den artikel i Teknisk Tidskrift eller Ny Teknik under 1969, som bäst uppfyllde det citerade ändamålet. Priset uppsattes och utdelades därefter under följden av åren fram till 1978, då styrelsen beslutade att inte sätta upp något uppsatspris, eftersom de två tidskrifterna Teknisk Tidskrift och Ny Teknik bytt karaktär.
1971 gjordes en utbetalning (den enda i föreningens historia) från den fackliga fonden vid en konflikt, som bland annat berörde lärare och viss järnvägspersonal.
Från 1974 blev föreningen åter en fristående organisation.
Föreningens kansli flyttade 2006 från Gyllenstiernsgatan 17. Därefter hade TFF ingen egen föreningslokal.
Med ett vikande medlemstal beslutade man år 2013 att lägga ned föreningen under första kvartalet 2014. 

## Ordförande
- 1942–1944 Owe Berg
- 1945–1947 Sven Malmström
- 1948–1950 Guy von Dardel
- 1951–1952 Sverker Sjöström
- 1953–1954 Frithiof Niordson
- 1955–1957 Curt Mileikowsky
- 1957–1958 Robert Skjöldebrand
- 1958–1961 Rune Jonasson
- 1961–1964 Lars O Larsson
- 1964–1966 Nils Forsberg
- 1966–1967 Sten Brodd
- 1968–1971 Palne Mogensen
- 1972–1975 Ingmar Berthelsen
- 1976–1981 Karl-Gustav Strid
- 1982–1984 Mats Olsson
- 1985–1987 Gunnar Blockmar
- 1988–1990 Margaretha Engström
- 1991–1992 Åke Eriksson
- 1993–1995 Björn Cronhjort
- Från 1996 Alternerande inom styrelsen

## TFF 2013–2014
TFF hade 2013 ca 200 medlemmar. Flertalet medlemmar (drygt 50 procent) fanns i Stockholmstrakten med omnejd, men grupper av medlemmar fanns även i områden som Göteborg, Lund, Västerås och Linköping.
TFF:s medlemsblad, TFF-info, kom ut med tre åttasidiga utgåvor per år. Föreningen hade ambitionen att ordna föredrag, museibesök, studiebesök och liknande några gånger per år. Första torsdagen i december inbjöds medlemmarna till en glöggafton, som brukade samla bortåt ett tiotal deltagare. Sådan verksamhet var av praktiska skäl nästan alltid förlagd till stockholmstrakten. Under de senaste åren togs initiativ som syftade till att närma TFF och några systerföreningar (Svenska Elektro- och Dataingenjörers Riksförening (SER), Svenska Kemiingenjörers Riksförening (SKR), Svenska Mekanisters Riksförening (SMR)) till varandra, vilket i praktiken resulterade i en del gemensamt tillgängliga eller gemensamt anordnade program.
Exempel på föredrag 2012–2013:
- Carl-Henrik Walde om världsarvet Grimetons långvågsradiostation och om den ubåtsradiokommunikation som räddade sändaren åt eftervärlden
- Sven E. Hammarberg om Kebnekaiseolyckan och andra haveriutredningar

## Arkiv
Föreningens pappersbundna arkiv finns deponerat i Riksarkivet (Sverige) (Riksarkivet), Stockholm.